# Nivaclé jezik
Nivaclé jezik (ISO 639-3: cag), jezik Ashluslay Indijanaca iz paragvajskog i argentinskog Chaca. pripada porodici mataco, koja se danas vodi kao dio šire porodice Mataco-Guaicuru.
Govori ga oko 13 900 ljudi, uglavnom u Paragvaju, a svega 200 u argentinskoj provinciji Salta. Postoje dva dijalekta, riječni i šumski.

## Vanjske poveznice
- Ethnologue (14th)
- Ethnologue (15th)